# Утуадо (Пуерто-Рико)
Утуадо (ісп. Utuado, МФА: [uˈtwaðo]) — муніципалітет Пуерто-Рико, острівної території у складі США. Заснований 1739 року.

## Географія
Площа суходолу муніципалітету складає 298 км² (3-є місце за цим показником серед 78 муніципалітетів Пуерто-Рико).

## Демографія
Станом на 2010 рік на території муніципалітету мешкало 33 149 ос.
Динаміка чисельності населення:

## Населені пункти
Найбільші населені пункти муніципалітету Утуадо:
| Населений пункт | Статус | Населення :   | Населення :   | Населення :   |
| Населений пункт | Статус | на 01.04.1990 | на 01.04.2000 | на 01.04.2010 |
| --------------- | ------ | ------------- | ------------- | ------------- |
| Каюко           | Селище | 1 163         | 1 284         | 1 120         |
| Утуадо          | Місто  | 9 943         | 9 887         | 8 397         |